# Phare d'Alki Point
Pour les articles homonymes, voir Alki.
Le phare d'Alki Point est un phare situé dans la baie Elliott, l'entrée sud du port de Seattle sur le Puget Sound (Comté de King), dans l'État de Washington aux États-Unis.
Ce phare est géré par la Garde côtière américaine, et les phares de l'État de Washington sont entretenues par le District 13 de la Garde côtière basé à Seattle.

## Histoire
Une première lumière, non officielle, fut installée dans les années 1870 à Alki Point. C'était une lampe à kérosène qui était accrochée au bord d'une grange par le fermier Hans Martin Hanson. En 1887, l'United States Lighthouse Board a identifié le besoin d'un phare officiel sur cette zone et a installé une lanterne à lentille au sommet d'un poteau en bois. Le fermier a été assigné comme gardien du phare.
En 1910, le fermier vend le terrain au gouvernement. Un phare officiel est mis en service en 1913. Il ressemble au phare de Point Robinson sur l'île Maury construit deux ans plus tard.

## Description
La maison-phare possède une tour octogonale en maçonnerie, avec galerie et lanterne, de 11 m de hauteur. Le phare est peint en blanc, le dôme de la lanterne est rouge, ainsi que le toit du bâtiment de la corne de brume.
Le phare avait été équipé d'une lentille de Fresnel de 4e ordre avec une portée de d'environ 19 km. Des bâtiments annexes recevaient les gardiens. En 1962, la lentille de Fresnel d'origine a été remplacée par un dispositif optique plus moderne (VRB-25 (en)). Elle a été transférée au phare SentinA Island en Alaska.
En 1985, la station a été automatisée. À la suite de cette modernisation, les logements des gardiens sont devenus l'habitation du Commandant du District 13 de l'US Coast Guard.
Le phare émet, à une hauteur focale de 12 m, un éclat bref blanc toutes les cinq secondes. La portée nominale du feu blanc est de 15 milles nautiques (environ 28 km). En cas d'urgence, un feu isophase blanc, par période de 6 secondes, est mis en service.
Des visites de la station sont proposées périodiquement par la Garde Côtière.
Identifiant : ARLHS : USA-005 - Amirauté : G4890 - USCG : 6-16915.

## caractéristique duFeu maritime
Fréquence : 5 secondes (W)
- Lumière : 0. seconde
- Obscurité : 4.5 secondes

|             |
| Puget Sound |

|            |
| Alki Point |

|          |
| Le phare |

### Lien connexe
- Liste des phares de l'État de Washington